# Sander van Barschot
Sander Van Barschot (Valkenswaard, 13 december 1977) is een Nederlandse rallynavigator.

## Loopbaan
Van Barschot begon zijn rallycarrière in 2003 naast Edwin Wils in een Mitsubishi Lancer 2000 Turbo tijdens de Classic Golden Tulip Rally, tegenwoordig de Hellendoorn Rally genoemd. In 2007 begon zijn carrière serieus, toen hij naast Noortje van Gennip in een Lancer EVO VII zat.
Met Van Gennip heeft hij tot 2013 rally's gereden. Zij waren een van de eersten in Nederland met een Lancer evo X. Tussendoor reed hij ook met rijders als Arjen de Koning, Wim Luijbregts, Piet van Hoof en Hein Jonkers. Enkele voorbeelden zijn de Ulster rally in Noord-Ierland in 2010, de San Marino rally legend in 2014 en vele andere rally's Nederland, Duitsland en België. In 2017 nam hij samen met Henk Vossen deel aan de Rally van Monte Carlo 2017 en aan de WRC Rally van Duitsland. In 2019 nam hij ook deel aan de WRC Rally van Finland.
In 2014 won hij het Nederlands rallykampioenschap met Arjen De Koning. In 2015 de ELE-rally met Jeroen Swaanen in een Ford Fiesta WRC. In juni 2019 won hij samen met Michiel Becx de Vechtdal Rally.